# Ponte da Casa Verde
A Ponte da Casa Verde - Jornalista Walter Abrahão é uma ponte que cruza o rio Tietê, na cidade de São Paulo, Brasil. Constitui parte do sistema viário da Marginal Tietê.
Ela interliga a Avenida Brás Leme, na Casa Verde às avenidas Doutor Abraão Ribeiro e Rudge, no distrito de Santa Cecília.
Por determinação da Lei Municipal 15880/13 de 18 de outubro de 2013 sua denominação passou a ser Ponte da Casa Verde - Jornalista Walter Abrahão em homenagem ao radialista e narrador esportivo, morador do bairro, falecido em 2011.